# Такада, Кадзуми
Кадзуми Такада (яп. 高田 一美; 28 июня 1951, Сидзуока — 1 октября 2009, Сугинами) — японский футболист. Выступал в национальной сборной (1970—1975)

## Клубная карьера
В 1971 году Такада бросил Университет Нихон, чтобы присоединиться к «Мицубиси Моторс». В первом же сезоне в составе клуба он стал обладателем Кубка Императора. В 1973 году он стал чемпионом страны и победителем финала Кубка Императора. В 1978 году в составе клуба выиграл все три главных титула в Японии: футбольную лигу, Кубок лиги и Кубок Императора. В 1979 году завершил карьеру. Всего в чемпионате провел 128 матчей и забил 25 голов, дважды был включен в символическую сборную лиги в 1972 и 1973 годах.

## Карьера в сборной
В декабре 1970 года, когда Такада был студентом университета Нихон, он был вызван в национальную сборную Японии на Азиатские игры. В этом турнире он дебютировал в матче против Камбоджи. После этого он играл в отборочных матчах к чемпионату мира 1974 года. Всего Такада провел 16 игр за сборную Японию, завершив выступления в 1975 году.
1 октября 2009 Такада умер от рака поджелудочной железы в Сугинами, Токио в возрасте 58 лет.

## Статистика

### В клубе
| Сезон | Клуб            | Лига   | Матчи | Голы |
| ----- | --------------- | ------ | ----- | ---- |
| 1971  | Мицубиси Моторс | JSL D1 | 9     | 2    |
| 1972  | Мицубиси Моторс | JSL D1 | 14    | 2    |
| 1973  | Мицубиси Моторс | JSL D1 | 18    | 4    |
| 1974  | Мицубиси Моторс | JSL D1 | 18    | 3    |
| 1975  | Мицубиси Моторс | JSL D1 | 17    | 5    |
| 1976  | Мицубиси Моторс | JSL D1 | 18    | 2    |
| 1977  | Мицубиси Моторс | JSL D1 | 17    | 4    |
| 1978  | Мицубиси Моторс | JSL D1 | 8     | 3    |
| 1979  | Мицубиси Моторс | JSL D1 | 9     | 0    |
| Итого | Итого           | Итого  | 128   | 25   |

### В сборной
| Сборная Японии | Сборная Японии | Сборная Японии |
| Год            | Матчи          | Голы           |
| -------------- | -------------- | -------------- |
| 1970           | 4              | 0              |
| 1971           | 0              | 0              |
| 1972           | 5              | 0              |
| 1973           | 3              | 0              |
| 1974           | 0              | 0              |
| 1975           | 4              | 0              |
| Итого          | 16             | 0              |